# Шарыгин, Михаил Дмитриевич
Михаи́л Дми́триевич Шары́гин (8 ноября 1938 — 15 апреля 2020) — советский и российский географ, экономико-географ, заслуженный профессор Пермского государственного университета, заведующий кафедрой социально-экономической географии Пермского государственного университета (1971—2016), заслуженный деятель науки Российской Федерации. Доктор географических наук, профессор.

## Биография
Михаил Дмитриевич Шарыгин родился 8 ноября 1938 года в д. Малое Шарыгино Кировской области. В 1958 году он поступил на естественно-географический факультет Кировского педагогического института, на отделение географии и биологии. После его окончания в 1962 году он два года по распределению отработал учителем в г. Олонец (Карелия), затем служил в армии.
В 1964 году М. Д. Шарыгин вернулся в Киров, где начал работать ассистентом на кафедре экономической географии. В 1966 году он поступил в аспирантуру при кафедре экономической географии ПГУ к Заслуженному деятелю науки Таджикской ССР, профессору В. А. Танаевскому. В 1970 году Шарыгин стал активным участником работы Научно-методического совета по географии (сейчас Учебно-методический совет по географии), где занимался разработкой учебных планов.
Через два года после защиты диссертации, в 1971 году М. Д. Шарыгин был избран заведующим кафедрой экономической географии (ныне социально-экономической географии) Пермского университета. На тот момент он оказался самым молодым заведующим кафедрой в Пермском университете. Помимо работы в ПГУ он читал лекции в крупных университетах страны и долгое время был Председателем ГАК в Тюменском госуниверситете.
В 1980 году Шарыгин в МГУ имени М. В. Ломоносова защитил докторскую диссертацию на тему «Проблемы дробного экономического районирования и развития локальных территориально-производственных комплексов (на примере Уральского экономического района)». Его официальными оппонентами на защите докторской были: Ю. Г. Саушкин, С. Я. Ныммик, К. П. Космачёв. В 1981 году М. Д. Шарыгину было присвоено звание профессора, после чего на кафедре экономической географии ПГУ вновь была открыта аспирантура и докторантура.
В конце 1980-х годов М. Д. Шарыгин вошёл в состав комиссии по выработке проекта территориального переустройства России, где он предложил собственный вариант административно-территориального деления (АТД) страны. Но обсуждение вариантов нового АТД России, назначенные на август 1991 года, не состоялись в связи с августовским путчем.

## Научная деятельность
Профессор М. Д. Шарыгин внёс значительный вклад в раскрытие концепций экономического районирования, территориально-производственных комплексов и энергопроизводственных циклов. В частности, одним из первых в отечественной экономической географии он раскрыл теоретико-методологические вопросы исследования территориальной организации производительных сил экономического района путём выделения дробных районов, а также методологические основы управления, планирования и прогнозирования локальных территориально-производственных комплексов ТПК. Этой проблеме была посвящена его докторская диссертация.
В 1980-е годы Михаил Дмитриевич обращается не только к экономической, но и социально-географической тематике. В его научных трудах раскрываются теоретико-методологические основы концепции территориальных социально-экономических систем, а после — территориальных общественных систем (ТОС), социально-экономического и общественно-географического районирования, совершенствования территориальной организации общества через оптимизацию системы административно-территориального деления страны
М. Д. Шарыгин — один из создателей региональной социально-экономической географии в России, так как исследования региональных (пространственных) аспектов жизнедеятельности населения в рамках Пермского края и Уральского региона составляют большую долю его работ. Изыскания на подобные темы М. Д. Шарыгин проводит вместе со своими учениками в рамках созданной им научной школы.
Профессор М. Д. Шарыгин является одним из активных сторонников выделения теоретической географии. В последние годы он плодотворно работает над теорией и методологией географической науки в целом. В частности, он занимается вопросами раскрытия и применения пространственно-временной парадигмы в географических исследованиях, её сопряжения с системно-структурной парадигмой.

## Преподавательская деятельность

Участники всероссийской научно-практической конференции «Регион и география» (май 1995 г.): А. И. Чистобаев, М. Д. Шарыгин, С. Б. Лавров, Ю. П. Селиверстов, А. И. Зырянов, С. Р. Ердавлетов (слева направо)

По инициативе М. Д. Шарыгина в Пермском университете проводятся научные семинары, симпозиумы, международные и всероссийские конференции на географическую тематику, которые посещают многие ведущие географы страны.
Наиболее значимые научно-практические конференции, проводимые на кафедре социально-экономической географии ПГУ:
международные
- октябрь 1999 г. — «Город и регион: проблемы сбалансированного развития»
- сентябрь-октябрь 2002 г. — «География и регион»[25][26]
- сентябрь 2005 г. — «Территориальные общественные системы: проблемы делимитации, развития, управления»[27][28]

всероссийские
- май 1995 г. — «Регион и география»
- ноябрь 2008 г. — «Пространственная организация Пермского края и сопредельных территорий»

## Звания и награды
- Заслуженный деятель науки Российской Федерации (1996)
- Диплом РГО «За выдающиеся научные работы в области географии».
- Знак Министерства высшего и среднего специального образования СССР «За отличные успехи в работе»[29].
- Почётный работник высшего профессионального образования РФ.[7]
- Неоднократный лауреат премии Пермского университета[30].

Действительный член (академик) РАЕН, Международной академии наук высшей школы (МАН ВШ), Международной академии экологии, безопасности человека и природы (МАНЭБ), Российской академии экологии.
Имя М. Д. Шарыгина внесено Американским биографическим институтом (American Biographical Institut) в книгу «1000 выдающихся людей XX века» (1999 год).

## Основные работы
Полный список научных публикаций включает более 600 работ, в том числе около 50 монографий, учебников и учебных пособий. Только за последние пять лет М. Д. Шарыгин выпустил 10 крупных печатных работ и около 60 статей. Ещё 7 учебных пособий и монографий находятся на сегодняшний день[когда?] в печати или в работе. Его работы опубликованы в зарубежных изданиях на английском, болгарском, венгерском и других языках.
Книги
- Дробное экономическое районирование и локальные территориально-производственные комплексы: курс лекций. — Пермь, 1975.
- Территориальная организация производительных сил СССР: учеб. пособие. — Пермь, 1983.
- Введение в теоретическую географию. — Пермь, 1984 (в соавторстве с А. И. Зыряновым).
- Территориально-производственные комплексы СССР : учеб. пособие. — МГИМО. — М., 1985. (в соавт. с А. Т. Хрущевым и О. Д. Чувилкиным)[33]
- Энергопроизводственные циклы: проблемы теории и практики. — Л.: Наука, 1988 (в соавт. с В. А. Осиповым).
- Экономическая и социальная география: новый этап. — Л.: Наука, 1990 (в соавт. с А. И. Чистобаевым).
- Региональная организация общества (теоретико-методологические проблемы совершенствования). — Пермь, 1992.
- Региональная социально-экономическая география: теория, методология, практика. — Пермь, 1994 (в соавт. с Е. Г. Анимицей).
- Социально-экономическая география на рубеже тысячелетий (теоретико-методологические аспекты). — Самара, 1998 (в соавт. с В. В. Ворониным).
- Социально-экономическая география (современные категории науки). — Самара, 2001 (в соавт. с В. В. Ворониным, А. М. Трофимовым).
- Территориальные общественные системы (региональный и локальный уровни организации и управления) / Перм. ун-т. — Пермь, 2003.
- Уральский регион: экономика. — Пермь, 2003.
- Регионоведение: учеб. пособие с грифом УМО по классическому университетскому образованию. — Воронеж: ИД «Лексикон», 2004 (в соавт. с В. К. Ковыловым).
- Теоретические основы размещения производительных сил и экономика района: учеб. пособие/ Перм. ун-т. — Пермь, 2005 (в соавт. с М. Д. Гагарским).
- Основы региональной политики: учеб. пособие/ Перм. ун-т. — Пермь, 2006.
- Экономическая, социальная и политическая география: учеб. пособие для аспирантов. — Самара: Изд-во СамГЭУ, 2006 (в соавт. с В. В. Ворониным).
- Территориальное управление и планирование: учеб. пособие/ Перм. ун-т. — Пермь, 2007.
- Общая география (вопросы теории и методологии)/ Перм. ун-т. — Пермь, 2007. (в соавторстве с А. М. Трофимовым).
- Введение в экономическую и социальную географию: учебник с грифом УМО по классическому университетскому образованию. — М.: Дрофа, 2007 − C. 253. (в соавт. с В. А. Столбовым).[34]
- Современные проблемы экономической и социальной географии: учеб. пособие/ Перм. ун-т. — Пермь, 2008.
- География Пермского края. Ч. II. Социально-экономическая география: учеб. пособие / Перм. ун-т. — Пермь, 2008.
- Уральский регион: пространственный анализ и диагностика социально-экономического развития/ Западно-Уральский институт экономики м права. — Пермь, 2008.

Избранные статьи в журналах ВАК
- Шарыгин М. Д. Современные задачи социально-экономической географии // Изв. ВГО. − 1984. — Т. 116, Вып. 2. − С. 97—104.
- Трофимов А. М., Чистобаев А. И., Шарыгин М. Д. Теория организации пространства // Изв. РГО. — 1993. − Т. 3, Вып. 3.
- Трофимов А. М., Чистобаев А. И., Шарыгин М. Д. Теория поля и границ в географии. Концепция географического поля // Вестник СПб. ун-та. Сер. 7. Геол., географ. — 1993. — Вып. 3. — С. 94-101.
- Трофимов А. М., Чистобаев А. И., Шарыгин М. Д. Общегеографические категории. Территориальность // Изв. РГО. — 1995. − Т. 125, Вып. 6.
- Анимица Е. Г., Шарыгин М. Д. Современные проблемы пространственной организации российского общества // Изв. РГО. — 2000. — Т. 132, Вып. 6. — С. 21-22
- Шарыгин М. Д. Современные проблемы территориальной организации общества // Изв. РГО.2007. − Т. 139, Вып. 1. − С. 30−36.
- Шарыгин М. Д., Резвых В. В., Столбов В. А., Субботина Т. В. Проблемы формирования межмуниципальных образований Пермского края[35]